# Hemicyclops thysanotus
Hemicyclops thysanotus – gatunek widłonoga z rodziny Clausidiidae. Jest pasożytem zewnętrznym organizmów morskich występujących u północnoamerykańskich wybrzeży Pacyfiku.

## Systematyka
Gatunek ten opisał w 1935 roku amerykański biolog morski Charles Branch Wilson na łamach czasopisma „American Midland Naturalist”. Miejsce typowe to Elkhorn Slough, Monterey Bay (Kalifornia, USA). Okazy typowe zebrano z ślimaków Hermissenda crassicornis; inne zbadane przez Wilsona osobniki pełzały po jajach składanych przez samice dziesięcionogów Neotrypaea californiensis (syn. Callianassa californiensis).
Hemicyclops callianassae, opisany przez Wilsona w tym samym artykule jako nowy gatunek, jest obecnie synonimizowany z H. thysanotus.